# El conejo blanco
El conejo blanco (título original en inglés: The White Rabbit) es el quinto capítulo de la Primera Temporada de Lost. Deshidratado y tras mucho tiempo sin dormir, Jack debe tomar una decisión como líder de sus compañeros sobrevivientes, mientras sufre alucinaciones en las que ve a su padre muerto. FLASHBACK de Jack Shephard.

## Resumen
Un recuerdo muestra a Jack y un amigo. Un matón le da a Jack la posibilidad de marcharse, pero él decide ayudar a su compañero, haciéndole ser agredido. Joanna, una de los sobrevivientes del accidente, se ahoga en el océano. Boone nada pero no puede alcanzarla, y Jack rescata a Boone. Jack está afligido por fracasar al salvarla y observa nuevamente al hombre de traje.
Hurley y Charlie quieren que Jack decida como manejar la falta del agua. En un recuerdo, el padre de Jack ve la cara golpeada de su hijo. Le dice a Jack que él no debería ser un héroe porque «Él no corre riesgos». En la casa, Jack una vez más ve al hombre de traje y le persigue. Lo alcanza y descubre que es su padre, que silenciosamente da vuelta y se aleja.
En un recuerdo, la madre de Jack le cuenta que su padre se ha ido para Australia. Ella quiere que traiga de regreso a su padre. Jack de mala gana está de acuerdo. En la isla, Claire se desmaya del agotamiento por calor, y descubren que el agua restante ha sido robada. Locke entra en la selva para buscar un poco.
Jack delirantemente tropieza por la selva buscando a su padre. Un recuerdo muestra a Jack buscando el hotel en el cual su padre se quedaba, e interrogaba al gerente. En la isla, Jack cae a un precipicio mientras corría. Queda colgado de una rama, pero no puede subir. Locke aparece y le ayuda.
En la playa, Charlie ofrece a Claire un poco de agua. Ellos hablan y forman una conexión. Sayid encuentra que Sun tiene agua, y ella revela que Sawyer se la dio. Kate sigue a Sawyer a su alijo de artículos que él saqueó del fuselaje, pero él no la tiene.
Locke dice a Jack que los demás necesitan a un líder, y debería ser él. Jack revela que su padre es una alucinación. Locke afirma que la isla es «especial», y todo lo que se encuentra con ello lo hace por una razón. Él dice, «Examiné el ojo de esta isla y lo que vi era hermoso». Ellos se dispersan: Locke busca el agua, y Jack sigue a su alucinación.
En un recuerdo, Jack está en el depósito de cadáveres. El doctor dice que el padre de Jack murió por intoxicación etílica. Jack identifica el cuerpo. Esa noche en la isla, Jack descubre cuevas con una abundancia de agua dulce. Más restos del avión están aquí, incluso un ataúd. Un recuerdo muestra a Jack en el aeropuerto. La línea aérea rechaza poner el cuerpo de su padre en el avión porque no tiene la documentación apropiada. En la isla, Jack abre el ataúd para encontrar que está vacío y furiosamente lo destruye.
En la playa, Boone le da agua a Claire. Charlie lo ve y lo arrastra de la tienda de campaña. Los demás comienzan a presionar a Boone, preguntándole donde está el agua. Jack aparece y cuenta a todos lo de las cuevas. Sawyer está encantado de que la gente odie a Boone más que a él. Jack le cuenta a Kate sobre su padre.